# Иссу
И́ссу (ест. Õssu küla) — село в Естонії, у волості Камб'я повіту Тартумаа.

## Населення
Чисельність населення на 31 грудня 2011 року становила 313 осіб.

## Географія
Село розташоване в західному передмісті Тарту.
Поблизу населеного пункту проходить автошлях 92 (Тарту — Вільянді — Кілінґі-Нимме).

## Історія
До 21 жовтня 2017 року село входило до складу волості Юленурме.